# تری‌ایزوپروپیل‌آمین
تری‌ایزوپروپیل‌آمین (به انگلیسی: Triisopropylamine) یک ترکیب شیمیایی با شناسه پاب‌کم ۶۱۹۲۴ است. شکل ظاهری این ترکیب، مایع شفاف بی‌رنگ است.